# 藤井美紀
藤井 美紀（ふじい みき、1987年8月22日 - ）は、日本の女子バスケットボール選手である。埼玉県出身。ポジションはシューティングガード。

## 人物
東京成徳大学中学校・高等学校では同期の吉田亜沙美らと共に、3年時のインターハイ、国体で優勝し2冠を達成。中学では全国優勝も経験する。
白鷗大学進学後もインカレなどで活躍。2009年にはユニバーシアード日本代表に選出される。
卒業後の2010年、トヨタ自動車に入社。
2014年退部。
東京のクラブチームAFBBに所属。
2016年、山梨クィーンビーズに加入
```
    オールスター選出(～3年連続出場)
```

2017-2018シーズン、スティール王を獲得
2018年、シャンソン化粧品シャンソンVマジックに加入

## 経歴
- 東京成徳高校 - 白鷗大学 - トヨタ自動車（2010年〜2014年） - AFBB - 山梨（2016年～2018年）- シャンソン化粧品(2018年～2019年)- 聖望学園中学校高等学校(2021年〜

## 日本代表歴
- 2009ユニバーシアード